# Satyrium orbiculare
Satyrium orbiculare är en orkidéart som beskrevs av Robert Allen Rolfe. Satyrium orbiculare ingår i släktet Satyrium och familjen orkidéer. Inga underarter finns listade i Catalogue of Life.